# Wapen van Abchazië

Wapen van Abchazië.

Het wapen van Abchazië is ingevoerd door het parlement van Abchazië, toen zij zich in 1992 afhankelijk verklaarden van Georgië.

## Beschrijving
Het wapen bestaat uit een wapenschild dat een groen-witte achtergrond heeft met een gouden rand. De groene kleur staat voor jeugd en leven, de witte kleur voor spiritualiteit. Op het schild is een gouden ruiter (een arash) en paard te zien. De ruiter schiet met een gouden handboog een pijl naar boven af. Boven het paard zijn twee sterren afgebeeld met acht stralen en onder het paard is nogmaals zo'n ster afgebeeld. De ster representeert de zon, maar ook de verbinding tussen oost en west.
Albanië · Andorra · Azerbeidzjan · België · Bosnië en Herzegovina · Bulgarije · Denemarken · Duitsland · Estland · Finland · Frankrijk · Georgië · Griekenland · Hongarije · Ierland · IJsland · Italië · Kosovo · Kroatië · Letland · Liechtenstein · Litouwen · Luxemburg · Malta · Moldavië · Monaco · Montenegro · Nederland · Noord-Macedonië · Noorwegen · Oekraïne · Oostenrijk · Polen · Portugal · Roemenië · Rusland · San Marino · Servië · Slovenië · Slowakije · Spanje · Transnistrië · Tsjechië · Turkije · Vaticaanstad · Verenigd Koninkrijk · Wit-Rusland · Zweden · Zwitserland

Afhankelijke gebieden: Åland · Faeröer · Gibraltar · Guernsey · Jersey · Man

Betwiste gebieden: Abchazië · Adzjarië